# Pescennius Niger

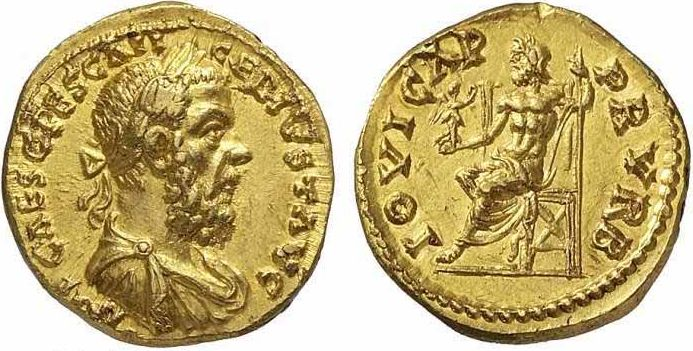
Aureus des Pescennius Niger

Gaius Pescennius Niger (* vermutlich um 135/140, angeblich in Aquinum; † im April 194 in der Nähe von Antiocheia) war römischer Gegenkaiser von Mitte April 193 bis zu seiner entscheidenden Niederlage etwa Ende März 194. Er war einer der Kaiser des zweiten Vierkaiserjahres, das mitunter fälschlich als Fünfkaiserjahr bezeichnet wird.

## Herkunft und Laufbahn
Pescennius angeblichen Geburtsort Aquinum (heute Aquino in der Region Latium) hat man nur aus einem vagen Hinweis in seiner wenig vertrauenswürdigen Lebensbeschreibung in der Historia Augusta erschlossen; diese Quelle enthält viele Erfindungen, darunter auch falsche Angaben über seine Ämterlaufbahn. Erfunden sind auch die dort genannten Namen seiner Eltern Annius Fuscus und Lampridia. Der Zeitraum seiner Geburt ist nur spekulativ aus seinem mutmaßlichen Alter als Kaiser erschlossen. Jedenfalls gehörte er ursprünglich dem Ritterstand an und wurde unter Kaiser Commodus (180–192) in den Senat aufgenommen. Zur Zeit des Commodus wurde er auch Suffektkonsul. Zuverlässig bezeugt ist, dass er im Grenzgebiet von Dakien, wo er möglicherweise Statthalter war, an erfolgreichen Kämpfen gegen die Sarmaten beteiligt war. Ab 190 oder 191 war er Statthalter der reichen Provinz Syria und befehligte die dort stationierten Legionen.

## Erhebung
Nach der Ermordung des Kaisers Pertinax am 28. März 193 entstand ein Machtvakuum, da der von den Prätorianern erhobene Nachfolger Didius Iulianus sich keinen Respekt verschaffen konnte, von der Bevölkerung Roms abgelehnt wurde und auch anderswo keinerlei Anerkennung fand. Niger war dagegen in Rom populär, und seine dortigen Anhänger forderten ein Eingreifen des syrischen Heeres und seine Einsetzung zum Kaiser. Etwa Mitte April trafen diese Nachrichten im Osten ein. Niger berief kurz darauf in der Provinzhauptstadt Antiocheia eine Soldaten- und Volksversammlung ein, auf der er zum Kaiser ausgerufen wurde. Die Truppen in Kleinasien und Ägypten unterstellten sich ihm, so dass er den gesamten östlichen Reichsteil unter seine Kontrolle bringen konnte.
Die Nachricht vom Zusammenbruch der kaiserlichen Autorität in der Hauptstadt war aber auch für andere ehrgeizige Befehlshaber das Signal zum Handeln gewesen. Schon am 9. April 193 war in Carnuntum im heutigen Niederösterreich, der Hauptstadt der Provinz Oberpannonien, der dortige Statthalter Septimius Severus von seinen Truppen zum Kaiser ausgerufen worden; zudem erhob auch der Statthalter Britanniens, Clodius Albinus, Anspruch auf die Kaiserwürde. Septimius Severus machte sich alsbald auf den Marsch nach Rom, wo er schon vor seinem Eintreffen vom Senat am 1. Juni anerkannt wurde und dann am 9. Juni seinen Einzug hielt. Didius Iulianus fand den Tod. Mit Albinus verständigte sich Severus dahingehend, dass dieser den Titel Caesar tragen und sich damit als Thronfolger betrachten durfte. Da Septimius Severus bereits zwei Söhne hatte, war diese Regelung nicht zukunftsfähig, doch hielt sie ihm für den bevorstehenden Kampf gegen Niger den Rücken frei.

## Bürgerkrieg
Nigers Aussichten waren von vornherein eher ungünstig, da seine Legionen quantitativ und qualitativ unterlegen waren. Andererseits war er auch im Westen, zumindest in Rom populär und verfügte in seinem Machtbereich über viele hoch motivierte Anhänger. Den Partherkönig Vologaeses V. konnte er als Verbündeten betrachten, und Abdsamiya, der König des kleinen Reiches von Hatra, stellte sogar Bogenschützen zur Verfügung.
Nigers Truppen besetzten die Stadt Byzantion und sicherten sich damit den Übergang von Asien nach Europa. Von dort stießen sie nach Thrakien vor und versuchten das strategisch wichtige Perinthos einzunehmen. Trotz eines anfänglichen Erfolgs gegen die gegnerische Vorhut mussten sie jedoch bald Thrakien aufgeben und sich nach Byzantion zurückziehen, das von den severischen Truppen eingeschlossen und belagert wurde. Das Hauptheer des Severus landete an der asiatischen Küste. Bei Kyzikos erlitt der wichtigste Befehlshaber Nigers, der Statthalter der Provinz Asia, Asellius Aemilianus, gegen Ende 193 eine schwere Niederlage. Er wurde anschließend auf der Flucht getötet.
Durch taktisches Ungeschick wurde Niger Ende 193 oder Anfang 194 bei Nikaia (heute İznik) geschlagen und musste daraufhin den größten Teil Kleinasiens räumen und an den leicht zu verteidigenden, gut befestigten Taurospässen eine neue Verteidigungslinie errichten. Doch das severische Heer konnte sich auch dort durchsetzen. Bereits nach der Schlacht von Nikaia war Ägypten zur Gegenseite übergegangen. Sogar einzelne Städte im restlichen Machtbereich Nigers wurden abtrünnig, so dass sich seine Niederlage bereits deutlich abzeichnete.
Niger ließ daraufhin zur Abschreckung die rebellischen Städte Tyros und Laodikeia plündern und niederbrennen. Er eilte mit dem Rest seiner Streitkräfte von seinem Hauptquartier in Antiocheia aus nach Norden und stieß Ende März 194 bei Issos auf das feindliche Heer, woraufhin es zur Schlacht von Issos kam. Nigers Armee bestand aber zu einem erheblichen Teil aus ungeübten, frisch rekrutierten Freiwilligen, und wie schon bei Nikaia zeigte sich, dass er als Feldherr nicht besonders begabt war. Es gelang der gegnerischen Reiterei, seine Stellung zu umgehen und von hinten anzugreifen, nachdem ein heftiges Gewitter in seinen Reihen Verwirrung angerichtet hatte. Darauf setzte eine panische Flucht ein. Auf Seiten Nigers sollen 20.000 Mann gefallen sein, er selbst entkam mit Mühe nach Antiocheia.

## Tod
Die Antiochier, die viele Gefallene zu beklagen hatten, mussten nun erkennen, dass der Krieg verloren war und sie sich in verzweifelter Lage befanden. Sie hatten Niger von Anfang an besonders eifrig unterstützt und mussten mit furchtbarer Rache des Siegers rechnen. Die severischen Truppen stießen rasch nach Antiocheia vor. Niger floh in Richtung Euphrat, um sich bei den verbündeten Parthern in Sicherheit zu bringen. Er kam aber nicht weit, sondern wurde gefasst und getötet. Manchen seiner Anhänger gelang jedoch die Flucht über die Grenze.
Nigers abgeschlagener Kopf wurde nach Byzanz gebracht, wo seine belagerten Anhänger ausgehalten hatten. Erst später traf Septimius Severus in Syrien ein. Er hatte sich nie an die Front begeben, sondern die Schlachten seinen Kommandeuren überlassen und die Entscheidung in Thrakien abgewartet. Über Niger wurde die damnatio memoriae verhängt. Seine Söhne wurden hingerichtet.

## Urteile von Zeitgenossen und Nachwelt
Die Hauptquellen sind die von den Zeitgenossen Cassius Dio und Herodian stammenden Geschichtswerke. Der generell zuverlässigere Cassius Dio urteilt neutral, während Herodian, ein Gegner des Severus, ein insgesamt vorteilhaftes Bild von Niger zeichnet. In der Historia Augusta finden sich Behauptungen einer betont nigerfreundlichen Überlieferung neben Material aus einer nigerfeindlichen Quelle. Aurelius Victor (360/61) und der Christ Orosius (417/418) schätzen Niger als machtgierigen Usurpator ein; in der Epitome de Caesaribus (um 400) wird er sogar als „Mann jeder Schändlichkeit“ bezeichnet. Dieses negative Urteil bestimmte das Niger-Bild im Mittelalter, soweit man überhaupt von ihm Kenntnis nahm.
Niger vermochte seine Chancen nicht zu nutzen und war vor allem militärisch von seiner Aufgabe überfordert. Sogar der mit ihm sympathisierende Herodian kritisiert seinen Mangel an Entschlossenheit und Tatkraft. Cassius Dio schildert ihn als mittelmäßig und nicht besonders klug und deutet an, dass gerade seine Unauffälligkeit karrierefördernd war. Andererseits ist festzuhalten, dass seine große Beliebtheit auf eine relativ bürgerfreundliche Verwaltung zurückzuführen war, die als gerecht empfunden wurde. Darauf sollte wohl der Beiname Iustus (der Gerechte) hindeuten, den er sich als Kaiser zulegte, und die Hervorhebung der Gerechtigkeit (iustitia) auf seinen Münzen.